# Новая Шибка
Новая Шибка (укр. Нова Шибка) — село, относится к Захарьевскому району Одесской области Украины.
Население по переписи 2001 года составляло 223 человека. Почтовый индекс — 66713. Телефонный код — 4860. Занимает площадь 0,66 км². Код КОАТУУ — 5125281907.

## Местный совет
66711, Одесская обл., Захарьевский р-н, с. Карабаново